# Una vida sencilla
Una vida sencilla (título original en chino 桃姐, Pinyin Táo Jiě, Jyutping Tou Ze), es una película dramática de Hong Kong de 2011 dirigida por Ann Hui y protagonizada por Andy Lau y Deanie Ip.  Ip, en el papel principal de la hermana Peach,  ganó el Premio a la Mejor Actriz en el 68º Festival Internacional de Cine de Venecia.  Originalmente, Hui había considerado retirarse después de hacerla película, sin embargo, debido al éxito de la misma, cambió de opinión y pasó a trabajar en otros proyectos.
Lau e Ip no habían trabajado juntos desde El príncipe azul de 1999. La producción de la película comenzó oficialmente durante el Año Nuevo chino. Fue filmada en Mei Foo Sun Chuen.  La producción finalizó el 6 de abril de 2011 después de dos meses de rodaje.  La película compitió en el 68º Festival Internacional de Cine de Venecia.  También fue seleccionada como la entrada de Hong Kong al Óscar a la mejor película internacional en la 84ª edición de los Óscar.  pero no llegó a la selección final.  Una vida sencilla fue una selección oficial para la competencia en el 68º Festival Internacional de Cine de Venecia, donde ganó 4 premios. Deanie Ip ganó la Copa Volpi a la mejor actriz por su papel en esta película. Es la primera hongkonesa en ganar este premio. En marzo, también se convirtió en la primera hongkonesa en ganar el Premio de Cine Asiático a la mejor actriz. En el mismo evento, la directora Ann Hui se convirtió en la primera mujer en ganar el premio Lifetime Achievement Award. En la 31ª Ceremonia de Premios del Cine de Hong Kong, Una vida sencilla ganó 5 premios importantes (película, director, guion, actor, actriz), repitiendo lo ocurrido con Summer Snow de Hui en 1996. Ann Hui ha ganado el premio al mejor director (cuatro veces) más que nadie en los Hong Kong Film Awards. Ip es la ganadora de mejor actriz de mayor edad (64 años en el momento de su victoria).

## Trama
Roger Leung (Andy Lau), un productor de cine soltero de Hong Kong de mediana edad, vive con Chung Chun-to (Deanie Ip), una sirvienta que ha trabajado para su familia durante décadas. Al regresar a casa después de un viaje de negocios, Roger descubre a Chung en el suelo y pide una ambulancia. En el hospital, Roger descubre que Chung ha sufrido un derrame cerebral, pero en lugar de pedir rehabilitación, Chung decide que quiere jubilarse y pide que la internan en un asilo de ancianos. Mientras busca un asilo de ancianos, Roger descubre uno cercano que es propiedad de su amigo. Él instala a Chung allí y la visita entre sus trabajos de producción. Mientras visita a To, les dice a sus amigos y vecinos que él es su ahijado para poder explicar su conexión.
Visitar a Chung en el asilo de ancianos le permite a Roger acercarse más a ella. Con el tiempo, otros miembros de su familia, que en su mayoría viven en el extranjero, vienen a visitarla. La madre de Roger propone renovar un antiguo apartamento que posee la familia y permitir que To pase el resto de sus días allí. Sin embargo, Chung se vuelve cada vez más enfermiza y sufre un segundo derrame cerebral que hace que su condición se deteriore y anule los planes de la familia para ella.
Finalmente, Chung es hospitalizada por última vez y Roger toma la decisión de dejarla morir. En su funeral, los miembros de la familia de Roger le presentan sus respetos y mientras Roger pronuncia el panegírico, un hombre del asilo de ancianos viene a entregarle flores.

## Producción
El productor Roger Lee comenzó a escribir fragmentos y se los mostró a la directora Ann Hui. Ella lo convenció de que era suficiente para un guion y lo animó durante el proceso de escritura.
Andy Lau y Deanie Ip fueron elegidos en parte por su estrecha relación entre ellos, ya que Ip es la madrina de Lau y ya había interpretado a su madre en varias películas. 

## Elenco
- Andy Lau como Roger Leung (梁羅傑), productor de cine.
- Deanie Ip como la hermana Peach / Chung Chun-to (桃姐/鍾春桃), una sirvienta
- Wang Fuli como la madre de Roger
- Qin Hailu como la Sra. Choi (蔡姑娘), gerente de un hogar de ancianos.
- Paul Chun como el tío Kin (堅叔), residente del asilo de ancianos.
- Leung Tin como director (校長, residente en el asilo de ancianos
- Yu Man-si como Sharon, la hermana mayor de Roger.
- Eman Lam como Carmen. asistente administrativo de roger
- Hui Pik-kei como tía Kam (金姨), residente del asilo de ancianos.
- Elena Kong como la hija de la tía Kam
- Jason Chan como Jason, el sobrino de Roger.
- Ho So-ying como tía Mui (梅姑), residente del asilo de ancianos.

### Cameos
- Anthony Wong como Grasshopper (草蜢), propietario de una residencia de ancianos y viejo amigo de Roger.
- Chapman To como dentista
- Raymond Chow como él mismo, uno de los invitados al estreno de la película.
- Yu Dong como él mismo
- Sammo Hung como él mismo
- Tsui Hark como él mismo
- Francis Mak como uno de los antiguos compañeros de clase de Roger
- Lawrence Lau como uno de los antiguos compañeros de clase de Roger.
- Dennis Chan como Vicente
- Ning Hao como él mismo, uno de los invitados al estreno de la película.
- Lam Yee-nok como él mismo, el pastor en el funeral de To.
- Gordon Lam como él mismo, uno de los invitados al estreno de la película.
- Law Lan como ella misma, una de las invitadas al estreno de la película.
- Jim Chim como uno de los antiguos compañeros de clase de Roger.
- Tam Ping-man como él mismo, un visitante del asilo de ancianos.
- Eva Lai como él mismo, un visitante del asilo de ancianos.
- Kung Suet-fa como recepcionista de un asilo de ancianos
- Queenie Chu como recepcionista del banco de inversión.
- Tyson Chak como reparador de aire acondicionado en un banco de inversión
- Hiromi Wada como cantante visitante del asilo de ancianos
- Angelababy como ella misma, una de las invitadas al estreno de la película.
- John Shum como él mismo, uno de los invitados al estreno de la película.
- Stanley Kwan como él mismo, uno de los invitados al estreno de la película.
- Andrew Lau como él mismo, uno de los invitados al estreno de la película.

## Taquillas
En China, después de exhibirse sólo cuatro días, la película recaudó 5,2 millones de dólares y alcanzó el segundo lugar entre las películas con mayores ingresos brutos de la semana que finalizó el 11 de marzo de 2012. 

## Recepción de la crítica
Roger Ebert le dio a la película 4 estrellas. Escribió: "Expresa esperanza en la naturaleza humana. Es una de las mejores películas del año".  Neil Young ' Hollywood Reporter escribió que "los festivales de cine que busquen películas poco exigentes que complazcan al público querrán verla, incluso con su excesiva duración actual de 118 minutos, demasiado tiempo para lo que de hecho es una película bastante "simple"."  Justin Chang ' Variety comentó: "Como corresponde a una película sobre los desafíos y recompensas de cuidar a los enfermos y a los ancianos, esta comedia dramática bien observada y agradablemente serpenteante requiere cierta paciencia, y un recorte juicioso mejoraría sus posibilidades. para la exportación. Pero las actuaciones principales conmovedoras y nunca lacrimógenas de Andy Lau y Deanie Ip son fuertes puntos de venta para los seguidores de Hui en casa y en el extranjero". 
Ursula März opina en Die Zeit: “Una vida sencilla se refiere al carácter de la protagonista femenina. Pero también se refiere al carácter nada espectacular de esta película, que no representa más que el simple oficio de la vida. En cada imagen, las personas están integradas en el mundo de las cosas cotidianas, incrustadas en los procesos de las actividades cotidianas, lo que contribuye significativamente a la naturalidad de la historia que Ann Hui cuenta aquí." 
Patrick Seyboth, de epd-film.de, consideró que la película es “tan tranquila, modesta y sencilla como su personaje principal”. “Deannie Yip y Andy Lau [...] encarnan con maravillosa naturalidad a estas dos personas que son tan diferentes y, sin embargo, en algún momento parecen madre e hijo. Las imágenes de la narrativa episódica que se desarrolla son tan simples y claras como sus representaciones. Incluso los giros dramáticos se introducen en la película de manera casual o se omiten por completo”. El "efecto [de la película] se construye lenta y sutilmente, a través de matices, a través del poder de sus personajes y la observación cercana de sus relaciones". “Quizás algunas cosas de Tao Jie podrían contarse con mayor precisión si la narración pudiera concentrarse en algunos lugares. Pero el hecho de que esté lejos de buscar un impacto emocional directo a través de una condensación dramatúrgica es precisamente lo que le da a la película una calidad poco común no sólo en el cine de Hong Kong. Está tan libre de vanidad y mira a sus personajes y su mundo con los ojos tan abiertos que casi se podría describir como extravagancia.” 
Para el Süddeutsche Zeitung, la película encarna “la historia [y] el alivio de la sabiduría filosófica. Estar ahí para los demás, inicialmente la descripción del trabajo de la criada Tao Jie, se vuelve reconocible como un cuidado tierno y, en última instancia, como la esencia de una vida exitosa.” 

## Premios y nominaciones
| Lista de premios                                                                                    | Lista de premios                                     | Lista de premios                                                 | Lista de premios |
| Premios/Festival de Cine                                                                            | Categoría                                            | Receptor                                                         | Resultado        |
| --------------------------------------------------------------------------------------------------- | ---------------------------------------------------- | ---------------------------------------------------------------- | ---------------- |
| Festival Internacional de Cine de Venecia 2011                                                      | Copa Volpi a la mejor actriz                         | Deanie Ip                                                        | ganó             |
| Festival Internacional de Cine de Venecia 2011                                                      | Premio Igualdad de Oportunidades                     | Ann Hui                                                          | ganó             |
| Festival Internacional de Cine de Venecia 2011                                                      | Premio Signis - Mención de Honor                     | Ann Hui                                                          | ganó             |
| Festival Internacional de Cine de Venecia 2011                                                      | Premio La Navicella                                  | Ann Hui                                                          | ganó             |
| 48.º Premios Caballo de Oro                                                                         | Mejor dirección                                      | Ann Hui                                                          | ganó             |
| 48.º Premios Caballo de Oro                                                                         | Mejor actor                                          | Andy Lau                                                         | ganó             |
| 48.º Premios Caballo de Oro                                                                         | Mejor actriz principal                               | Deanie Ip                                                        | ganó             |
| 48.º Premios Caballo de Oro                                                                         | Mejor producción cinematográfica                     | Kwong Chi-leung, Manda Wai                                       | nominada         |
| 15º Festival de Cine Noches Negras de Tallin – Premios del Jurado de la Competencia Oficial Eurasia | Gran Premio a la Mejor Película Euroasiática         | Focus Films Limited, Sil-Metropole Organisation, Bona Film Group | ganó             |
| 15º Festival de Cine Noches Negras de Tallin – Premios del Jurado de la Competencia Oficial Eurasia | Premio del Jurado a la Mejor Actriz                  | Deanie Ip                                                        | ganó             |
| 15º Festival de Cine Noches Negras de Tallin – Premios del Jurado de la Competencia Oficial Eurasia | Premios FICC                                         | Ann Hui                                                          | ganó             |
| Premios del Sindicato de Directores de Cine de Hong Kong 2011                                       | Película más recomendada del año                     | Una vida sencilla (con Let the Bullets Fly, Overheard 2)         | ganó             |
| Premios del Sindicato de Directores de Cine de Hong Kong 2011                                       | Mejor director extranjero del año                    | Ann Hui (con Jiang Wen, Tsui Hark)                               | ganó             |
| Premios del Sindicato de Directores de Cine de Hong Kong 2011                                       | Premio honorífico especial                           | Ann Hui                                                          | ganó             |
| 10° Festival Internacional de Cine de París                                                         | La película más favorita del público                 | Una vida sencilla                                                | ganó             |
| 10° Festival Internacional de Cine de París                                                         | Mejores películas seleccionadas por los estudiantes. | Una vida sencilla                                                | ganó             |
| 33º Festival Internacional de Cine de Durban                                                        | Premio a la mejor actriz                             | Deanie Ip                                                        | ganó             |